# Gorges de la Nesque
De Gorges de la Nesque is een tot 400 meter diepe kloof in het Zuid-Franse departement Vaucluse.
De rivier de Nesque, die in de zomer opdroogt, heeft zich diep in het kalkgesteente gegraven en slingert zich over een lengte van 17 km van het dorp Monieux tot na Méthamis door een dor landschap. Weg D942 van Villes-sur-Auzon naar Monieux voert door de onbewoonde kloof. Op de Belvédère heeft men een indrukwekkend uitzicht op de tegenover liggende rots Rocher du Cire en in de 300 meter dieper gelegen kloof.
In de Gorges de la Nesque zijn prehistorische resten van menselijke bewoning (objecten van vuursteen, tanden en botten) gevonden.